# Богуты (озеро, исток реки Богуты)
Богуты — озеро в России, расположено в Кош-Агачском районе Республики Алтай, в 2 км от границы с Монголией. Площадь водного зеркала — 2,5 км² (по другим данным — 2,33 км²), площадь водосборного бассейна — 125 км². В озеро впадают реки Левая Богуты и Правая Богуты, из озера же вытекает река Богуты.

## Этимология
Богуты, Могута, Мыюта, Мыйту от монг. могой — змея; можно сравнить с калм. могата — змеиный, со змеями.

## Описание
Размер озера — 3400 на 900 метров. Озеро расположено в высокогорной, заболоченной местности на высоте 2468 метров над уровнем моря. Местность характеризуется полным отсутствием автомобильных дорог и является пограничной зоной, для пребывания в которой требуется пропуск.

## Данные водного реестра
По данным государственного водного реестра России относится к Верхнеобскому бассейновому округу, водохозяйственный участок реки — Катунь, речной подбассейн реки — Бия и Катунь. Речной бассейн реки — (Верхняя) Обь до впадения Иртыш. Код водного объекта — 13010100311115100000366.